# Maria-Trost-Kirche (Dylewo)
Die Maria-Trost-Kirche in Dylewo (deutsch Döhlau) ist ein Bauwerk aus dem zu Ende gehenden 17. Jahrhundert. Bis 1945 war sie das Gotteshaus der ostpreußischen evangelischen Gemeinde Döhlau, und heute ist sie römisch-katholische Filialkirche der Pfarrei Szczepankowo (Steffenswalde) in der polnischen Woiwodschaft Ermland-Masuren.

## Geographische Lage
Dylewo liegt 18 Kilometer südlich der Kreisstadt Ostróda (Osterode in Ostpreußen) an einer Nebenstraße, die von Ostróda nach Tułodziad (Taulensee) führt. Die Kirche steht in der Ortsmitte westlich der Dorfstraße und nördlich des Abzweigs nach Miejska Wola (Steinfließ).

## Kirchengebäude

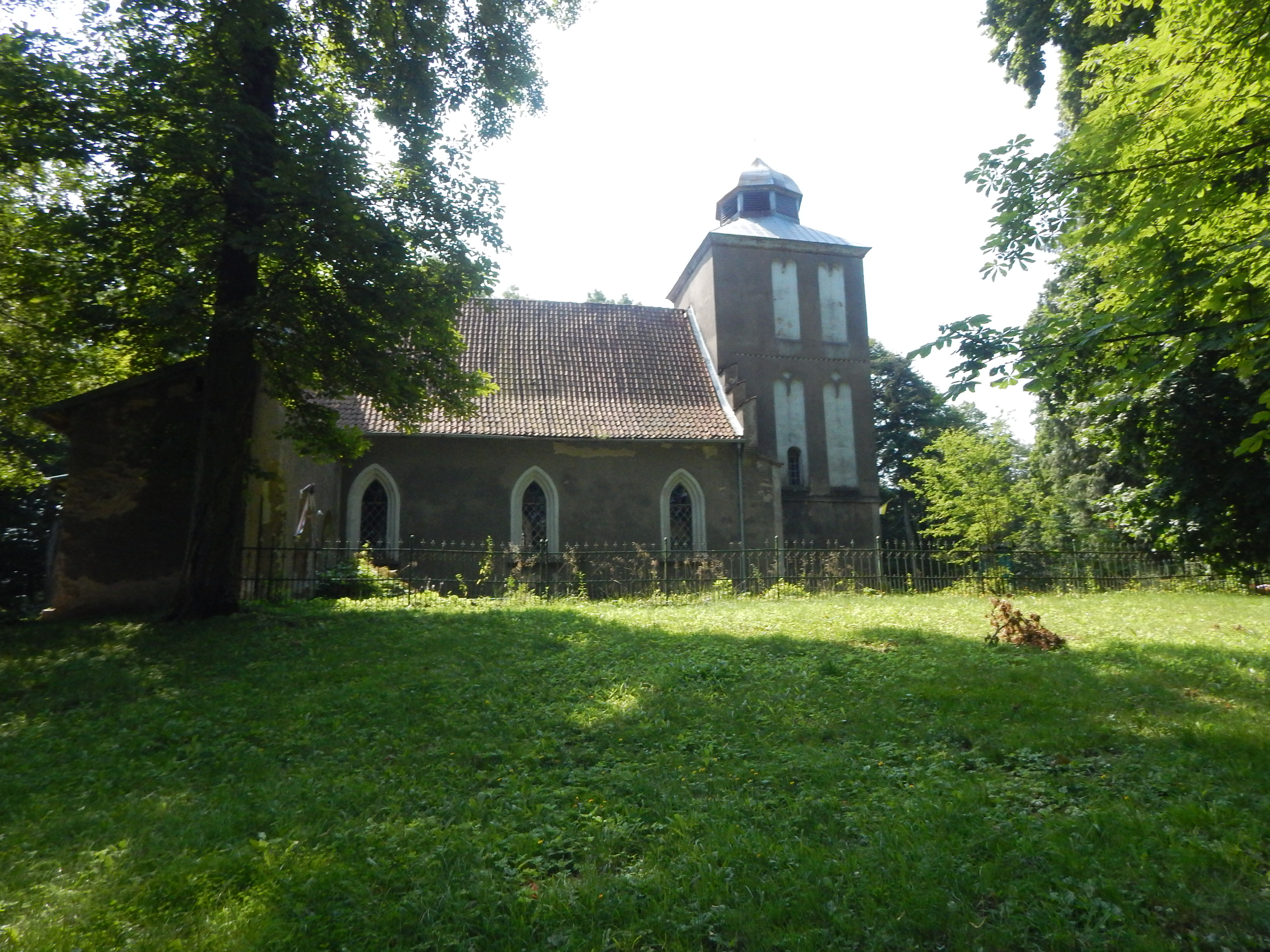
Kirche Dylewo/Döhlau (2016)

### Baugeschichte/Baubeschreibung
Eine Kirche wird es in Döhlau bereits im 14. Jahrhundert gegeben haben. Das früheste Datum ihrer Erwähnung jedoch ist das Jahr 1501, als ihr ein goldener Abendmahlskelch vermacht wurde. Diese Kirche wurde beim Tatareneinfall 1657 zerstört, am Ende des 17. Jahrhunderts jedoch wieder aufgebaut.
Es handelt sich bei diesem bis heute erhalten gebliebenen Gotteshaus um einen Backsteinbau mit Westturm. Auf Initiative des Hauptmanns Kern – als Gutsbesitzer war er zugleich Kirchenpatron – wurde 1842 die Kirche umfassend wieder hergestellt. Der Turm wurde Ende des 17. Jahrhunderts vermutlich mit Teilen des ursprünglichen Turms vom 14. Jahrhundert wieder aufgebaut. Die Sakristei im Osten wurde 1914 angebaut, eine Gruft im Jahre 1908.
Der Kircheninnenraum hat eine flach kassettierte Holzdecke. Die Ausstattung stammt teilweise noch aus der alten Kirche. Altar und Kanzel wurden 1739 von Joachim Kapitzki aus älteren Teilen zusammengesetzt, später aber wieder getrennt. Auf 1700 ist der Taufengel zu datieren. Im Jahre 1850 erfolgte der Guss einer Glocke für die Kirche, eine Orgel erhielt sie 1854.
Im Vorraum der Kirche befindet sich eine Marmorbüste des Gutsbezitzer Franz Rose (1854–1912), die Adolfo Wildt angefertigt hat.
Bis 1945 war die Kirche ein evangelisches Gotteshaus. Danach ging sie in das Eigentum der römisch-katholischen Kirche über. Mehrfach wurden Reparaturen notwendig, um sie auch den veränderten liturgischen Bräuchen anzupassen.

### Anekdote
König Friedrich Wilhelm IV. besuchte das unweit gelegene Schlachtfeld von Tannenberg im Jahre 1842, als die Döhlauer Kirche wieder gebaut wurde. Als er durch Döhlau kam, bat man ihn um ein Schriftstück aus seiner Hand zur Lagerung im Turmknauf. Er kam der Bitte nach und ließ notieren: Aufgefordert, für den Knopf zur Kuppel der neuen Kirche Döhlau einen Beitrag zu liefern, tue ich dies nur mit dem innigsten Wunsch, daß Gottes hl. Wort an dieser Stätte und in der ganzen Umgegend nimmer schwinden möge. - Gott sei mit uns! - Geschrieben zu Hohenstein (9. Sonntag nach Trinitatis), den 24. Juli 1842 bei der Heimkehr von der silbernen Hochzeit meiner Schwester Charlotte mit dem Kaiser Nicolaus von Rußland auf der Reise von Königsberg nach Erdmannsdorf in Schlesien...Friedrich Wilhelm. Die Kirche hat den letzten Krieg überstanden, nicht so der Turmknauf.

## Kirchengemeinde
Eine Kirchengemeinde bestand in Döhlau bereits in vorreformatorischer Zeit. Mit der Einführung der Reformation wurde sie evangelisch.

### Evangelisch

#### Kirchengeschichte
1721 war Döhlau eine Filialgemeinde von Marwalde (polnisch Marwałd) in der Inspektion Saalfeld (polnisch Zalewo) bzw. dann in der Inspektion Neidenburg (Nidzica). Später taten sich die Kirchengemeinden Marwalde und Döhlau mit der Kirchengemeinde Marienfelde (polnisch Glaznoty) zu einer Kirchenvereinigung mit jeweils eigenem Sprengel zusammen. Sie hatte zwei Pfarrstellen: in Marwalde und in Marienfelde.
Das Kirchenpatronat für Döhlau oblag dem örtlichen Rittergutsbesitzer. 1925 zählte das Kirchspiel Döhlau 1175 Gemeindeglieder, für die auch eine eigene Gemeindeschwester eingesetzt war. Bis 1945 war Döhlau innerhalb des Kirchenverbands  Marwalde-Döhlau-Marienfelde in den Superintendenturbezirk Osterode in Ostpreußen des Kirchenkreises Osterode in der Kirchenprovinz Ostpreußen der Kirche der Altpreußischen Union eingegliedert. Flucht und Vertreibung der einheimischen Bevölkerung setzten der evangelischen Kirchengemeinde in Döhlau ein Ende. Heute hier lebende evangelische Kirchenglieder orientieren sich zur Kirche in Ostróda (Osterode) in der Diözese Masuren der Evangelisch-Augsburgischen Kirche in Polen.

#### Kirchspielorte
Zur Kirchengemeinde Döhlau gehörten bis 1945 neben dem Kirchdorf noch die Orte:
| Deutscher Name | Polnischer Name |  | Deutscher Name | Polnischer Name |
| -------------- | --------------- |  | -------------- | --------------- |
| Bardtken       | Bartki          |  | Johannisberg   | Janowo          |
| Dreißighufen   | Włoki           |  | Kernsdorf      | Wysoka Wieś     |
| Elisenhof      | Dylewko         |  | Plonchau       | Pląchawy        |
| Heinrichau     | Jędrychowo      |  | Steinfließ     | Miejska Wola    |

### Römisch-katholisch
Bis 1945 waren die römisch-katholischen Einwohner in Döhlau und Umgebung in die Pfarrei der Stadt Gilgenburg (polnisch Dąbrówno) im Bistum Ermland eingegliedert. Nach 1945 trafen zahlreiche polnische Neubürger hier ein, die das bisher evangelische Gotteshaus als das Ihre übernahmen.
Die Kirche in Dylewo ist heute ebenso wie die Kirche in Ryn (Rhein) eine Filialkirche der Pfarrei Szczepankowo (Steffenswalde). Sie gehört zum Dekanat Grunwald im jetzigen Erzbistum Ermland.